# Ayrton Cicilia
Ayrton Cicilia (Willemstad, Curazao; 2 de marzo de 2001) es un futbolista de Bonaire nacido en Curazao que juega en la posición de delantero, actualmente milita en el Real Rincon de la Liga de Bonaire, también es internacional desde 2018 con la Selección de fútbol de Bonaire.

## Carrera

### Club
| Periodo   | Club        |
| --------- | ----------- |
| 2015–2016 | Real Rincon |
| 2016–2017 | SV Vespo    |
| 2017–2019 | Real Rincon |
| 2019–2021 | Spartaan'20 |
| 2022–     | Real Rincon |

### Selección nacional
Debutó con Bonaire el 9 de septiembre de 2018 en la derrota por 0-5 ante República Dominicana en la Clasificación para la Liga de Naciones Concacaf 2019-20. Su primer gol con la selección nacional lo anotó en la victoria por 4-3 ante Islas Vírgenes Británicas el 13 de octubre de 2019 en Basseterre, San Cristóbal y Nieves, por la Liga de Naciones 2019-20.
Con 5 goles, fue el tercer máximo goleador de la Liga de Naciones de la Concacaf 2022-23, empatado con Carnejy Antoine, de la Selección de fútbol de Haití.
Source:

## Logros

### Club
- Liga de Bonaire: 6

2016-17, 2017-18, 2018-19, 2021, 2022, 2023-24
- Kopa ABC: 1

2018

### Individual
- Futbolista del Año de Bonaire en 2016.[6]
- Máximo goleador de la Liga de Bonaire en 2017/18 (14 goles).[7]
- Mejor jugador de KOPA ABC 2018.
- Mejor jugador Liga de Bonaire 2018.
- Mejor jugador de Liga de Bonaire 2021.
- Mejor jugador de Liga de Bonaire 2022.
- Primer jugador del año 2001 en lograr un hat-trick en la Liga de Naciones de la Concacaf.[8]
- Máximo goleador de la Liga de Bonaire 2023/24 (21 goles).[9]